# Gresham (Nebraska)
Gresham es una villa ubicada en el condado de York en el estado estadounidense de Nebraska. En el Censo de 2010 tenía una población de 223 habitantes y una densidad poblacional de 320,08 personas por km².

## Geografía
Gresham se encuentra ubicada en las coordenadas 41°1′42″N 97°24′4″O / 41.02833, -97.40111. Según la Oficina del Censo de los Estados Unidos, Gresham tiene una superficie total de 0.7 km², de la cual 0.7 km² corresponden a tierra firme y (0%) 0 km² es agua.

## Demografía
Según el censo de 2010, había 223 personas residiendo en Gresham. La densidad de población era de 320,08 hab./km². De los 223 habitantes, Gresham estaba compuesto por el 97.76% blancos, el 0.45% eran afroamericanos, el 0.45% eran amerindios, el 0% eran asiáticos, el 0% eran isleños del Pacífico, el 0% eran de otras razas y el 1.35% pertenecían a dos o más razas. Del total de la población el 0% eran hispanos o latinos de cualquier raza.